# Stride Toward Freedom
Stride Toward Freedom: The Montgomery Story est un récit historique publié en 1958 par Martin Luther King sur le boycott des bus de Montgomery en 1955-1956. Le livre décrit les conditions des Afro-Américains vivant en Alabama à l'époque et fait la chronique des événements, de la planification et des réflexions des participants sur le boycott et ses conséquences.

## Contenu

### Pilgrimage to Nonviolence
Dans le chapitre Pilgrimage to Nonviolence, King expose sa vision de la non-violence, qui cherche à gagner un adversaire à l'amitié plutôt qu'à l’humilier ou à le vaincre. Le chapitre s'inspire d'un discours de Wofford, et Rustin et Stanley Levison ont également fourni des conseils pour l’écriture.